# Symplecta peregrinator
Symplecta peregrinator là một loài ruồi trong họ Limoniidae. Chúng phân bố ở miền Cổ bắc.